# Бухтуев, Михаил Артемьевич
Михаил Артемьевич Бухтуев (23 ноября 1925 — 25 июня 1944) — Герой Советского Союза (22.08.1944), механик-водитель 15-й гвардейской танковой Речицкой бригады, гвардии сержант. Совершил первый в истории войн танковый таран бронепоезда.
.

## Биография
Михаил Бухтуев родился 23 ноября 1925 года в посёлке Карагаш Тоджинского района Тувинской народной республики в семье рабочего. Член ВЛКСМ. Окончил 7 классов в Школе № 1 города Кызыла, которая сейчас носит его имя. По окончании школы Михаил работал на золотом прииске, заменив отца, ушедшего на фронт.

## Служба в армии
На военной службе с июля 1943 года. 
Окончил школу по подготовке танкистов в Челябинской области в звании сержанта. Для прохождения службы сержант М. Бухтуев прибывает на 1-й Белорусский фронт, в состав 15-й гвардейской танковой бригады на должность механика-водителя танка Т-34. Бухтуев входит в экипаж лейтенанта Д. Комарова.
24 июня 1944 года, после мощной авиационной и артиллерийской подготовки, 65-я армия перешла в наступление и прорвала вражескую оборону. Прорыв линии врага проходил при участии 1-го гвардейского танкового корпуса, в состав которого входила 15-я гвардейская танковая бригада. Советские танкисты переломили сопротивление противника, прорвав оборону и углубившись на 20 километров. В первый день наступления, танк Комарова и Бухтуева первым ворвался в д. Тумаровку и нанёс удар по противнику. Механик-водитель танка сержант Бухтуев, по пути следования, раздавил несколько вражеских артиллерийских орудий.

## Подвиг

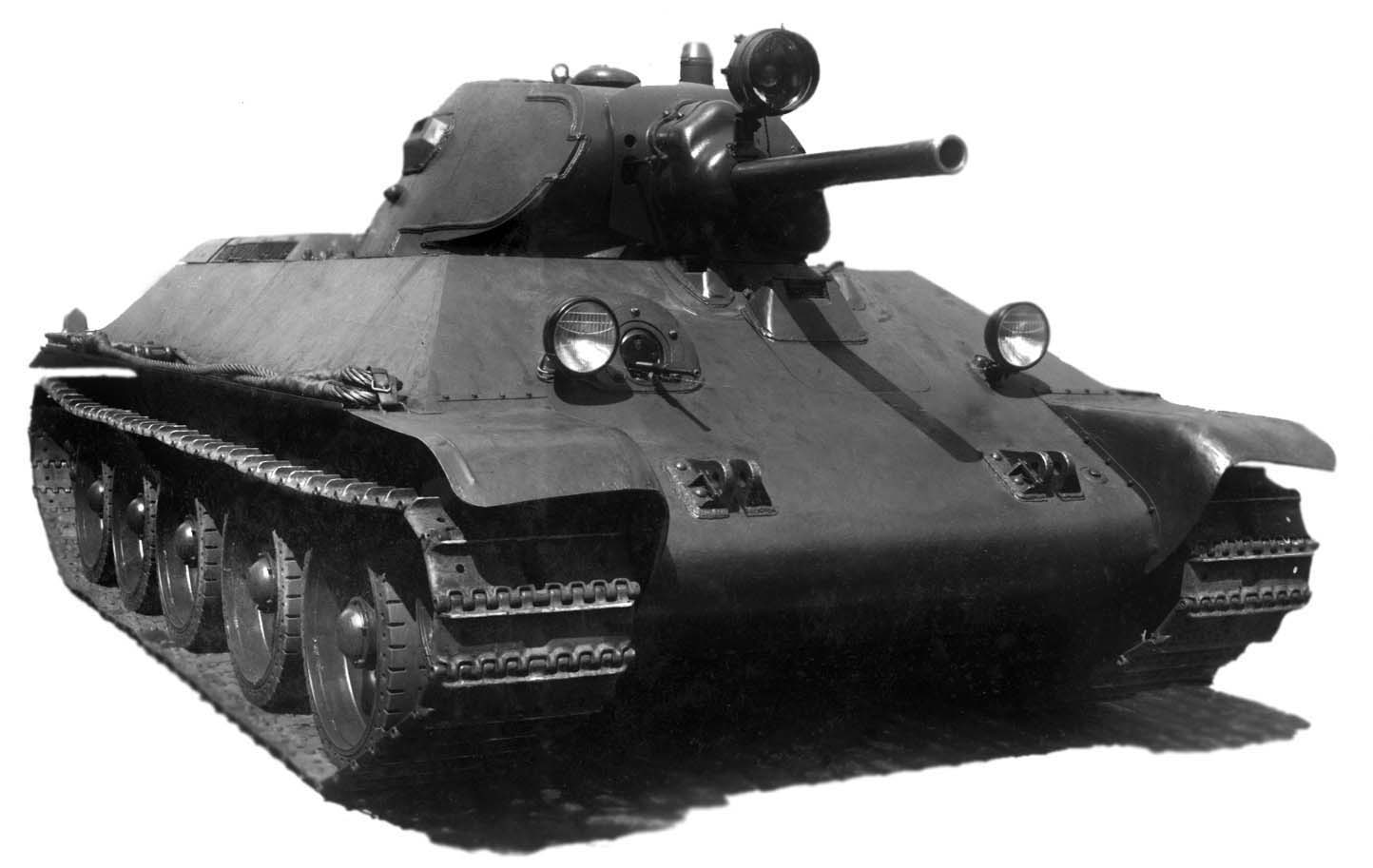
Танк Т-34

На рассвете 25 июня 1944 года, танкисты 15-й гвардейской танковой бригады продолжили активное наступление. Возглавлял атаку танк лейтенанта Комарова. При подходе советских танков к станции Чёрные Броды Октябрьского района Гомельской области, находившийся на станции немецкий бронепоезд открыл активный огонь по наступающим войскам. Однако танкисты продолжали продвигаться вперёд, выполняя поставленную задачу по захвату станции. В башню Т-34 попал снаряд. Ранило заряжающего и командира орудия танка Комарова. Передав раненых санитарам, Комаров и Бухтуев продолжили наступление. Танк, раздавив 2 полевых орудия и истребив несколько единиц пехоты врага, ворвался на станцию. В этот момент в Т-34 попал ещё один вражеский снаряд. Танк был объят огнём, заканчивались снаряды. Бронепоезд врага продолжал вести огонь по наступавшим советским войскам.
Командир танка Дмитрий Комаров приказал идти на таран немецкого бронепоезда. На большой скорости, сержант Бухтуев направил горящий танк на бронепоезд. 3 площадки бронепоезда, с орудиями и пулемётами, были сброшены с рельсов. Бронепоезд немцев был выведен из боя. Бухтуев успел открыть люк и погиб при попытке покинуть танк.
Указом Президиума Верховного Совета СССР от 22 августа 1944 года, за образцовое выполнение боевых заданий командования на фронте борьбы с немецко-нацистскими захватчиками и проявленные при этом отвагу и геройство, гвардии сержанту Михаилу Артемьевичу Бухтуеву было посмертно присвоено звание Героя Советского Союза.
Похоронен возле станции Чёрные Броды, после укрупнения воинских захоронений его прах был перенесён в братскую могилу в деревне Протасы.

## Награды и звания
- Звание Герой Советского Союза. Указ Президиума Верховного Совета СССР от 22 августа 1944 года (посмертно):
  - Орден Ленина
  - Медаль «Золотая Звезда» .

## Память
- Именем Героя названа улица в посёлке Сарыг-Сеп.
- Именем Героя названа средняя школа № 1 в городе Кызыле. На здании школы установлена мемориальная доска.
- На станции Чёрные Броды в честь подвига бесстрашных танкистов воздвигнут обелиск.[3]
- Приказом Министра обороны СССР М. А. Бухтуев навечно зачислен в списки личного состава 15-го гвардейского танкового Речицкого Краснознамённого ордена Суворова полка. Его имя носила 1-я танковая рота 1-го танкового батальона воинской части.
- До вывода советских войск из Германии (1991), бюст М. А. Бухтуева был установлен на аллее Славы 39-й гв. мсд в городе Ордруфе.